# Bayerischer Landesverein für Familienkunde
Der Bayerische Landesverein für Familienkunde e. V. (BLF) ist ein am 19. Mai 1922 gegründeter genealogischer Verein für Altbayern (Niederbayern, Oberbayern, Oberpfalz) und Bayerisch-Schwaben mit Sitz in München.
Der gemeinnützige Verein ist Mitglied in der Deutschen Arbeitsgemeinschaft genealogischer Verbände (DAGV), im Verein für Computergenealogie, im Verband bayerischer Geschichtsvereine und im Gesamtverein der Deutschen Geschichts- und Altertumsvereine. Vereinsvorsitzender ist Manfred Wegele.

## Aufgaben
Der Verein hat den Zweck, die Genealogie, die Heraldik und den Familiengedanken zu pflegen und dadurch wissenschaftliche und volksbildende Arbeit zu leisten. Entsprechend seiner Arbeitsgebiete ist der Verein regional gegliedert in die Bezirksgruppen Niederbayern, Oberbayern, Oberpfalz und Schwaben (Bayerisch-Schwaben). In den regionalen Bezirksgruppen werden Vorträge, Arbeitsabende, Führungen und Exkursionen organisiert, die der sachgerechten Anleitung und Beratung seiner Mitglieder und der Förderung des Erfahrungsaustausches untereinander dienen.
Der BLF unterhält Bibliotheken in Augsburg, München, Regensburg und Passau, deren Verzeichnisse online einsehbar sind.

## Mitglieder
Der Verein hat über 1600 Mitglieder. Erfahrene Familien- und Heimatforscher sowie Wissenschaftler halten Vorträge, stellen genealogisches Material exemplarisch vor und vermitteln so hilfswissenschaftliche Kenntnisse und führen in die historische Lebenswelt der Ahnen ein. In Arbeitskreisen und Forscherstammtischen besteht die Gelegenheit zur Diskussion genealogischer Probleme. In Kursen wird das Lesen alter Schriften vermittelt und damit das Verstehen alter Archivalien erleichtert.

## Publikationen
Das „Informationsblatt“ erscheint zweimal jährlich mit Rückblicken auf vergangene und einer Vorschau auf künftige Veranstaltungen, Vereinsmitteilungen, Suchanzeigen, Kurzreferaten über Neuerscheinungen, einer Zeitschriftenrundschau und der Vorstellung von Bibliothekszugängen. Einmal jährlich erscheint die Zeitschrift „Blätter des Bayerischen Landesvereins für Familienkunde“, in der genealogische Materialien und Quellen vorgestellt und Aufsätze zur Familienkunde und zu verwandten Gebieten veröffentlicht werden.
Die digitalisierten Bestände dieser „Gelben Blätter“ seit 1923, bis auf die jeweils letzten fünf Jahrgänge, sind als PDF-Dateien online einsehbar und zum Teil im Volltext durchsuchbar.